# مت‌پت
متیو  رابرت پاتریک (به انگلیسی: Matthew Robert Patrick) (متولد ۱۵ نوامبر سال ۱۹۸۶) که در اینترنت با نام مَت پَت  (به انگلیسی: MatPat) نیز شناخته می شود،  یوتیوبر و سلبریتی اینترنتی  است. او سازندهٔ کانال  یوتیوب  نظریه پردازان بازی های کامپیوتری، و کانال های مربوط به آن نظریه پردازان فیلم، نظریه پردازان غذا و نظریه پردازان سبک پوشش است.

## بازنشستگی
در 9 ژوان 2024، وی ویدئویی با نام "خداحافظ اینترنت (Goodbye Internet)" انتشار کرد که در آن دربارهٔ بازنشستگی به عنوان مجری و کانال های خود که از 9 مارس همان سال شروع می شود، صحبت کرد. او نیز گفت که هنوز در ویدئو ها خواهد آمد و کس دیگری از گروه خود قرار است جای او را به عنوان مجری بگیرد. 

## جایزه و نامزد
| سال  | نامزد         | کار | جایزه                   | نتیجه    |
| ---- | ------------- | --- | ----------------------- | -------- |
| ۲۰۱۵ | Streamy جوایز | بازی پردازان | بازی                    | نامزدشده |
| ۲۰۱۵ | Streamy جوایز | بازی پردازان، رونی ادواردز، فارست لی، سیاه و رایدر camp pendleton patch                                                         | ویرایش                  | نامزدشده |
| ۲۰۱۶ | Shorty Awards | بازی پردازان | فناوری و نوآوری: Gaming | نامزدشده |
| ۲۰۱۶ | Streamy جوایز | بازی پردازان | نشان می‌دهد از سال       | نامزدشده |
| ۲۰۱۶ | Streamy جوایز | بازی پردازان | بازی                    | برنده    |
| ۲۰۱۶ | Streamy جوایز | MatPat بازی آزمایشگاه | غیر داستانی             | نامزدشده |
| ۲۰۱۶ | Streamy جوایز | MatPat بازی آزمایشگاه | واقعیت مجازی و ۳۶۰      | برنده    |
| ۲۰۱۷ | Shorty Awards | MatPat | فناوری و نوآوری: Gaming | نامزدشده |
| ۲۰۱۷ | Streamy جوایز | بازی پردازان (ادوارد نیوتن توماس Torbergsen الکس Sedgewick, رونی ادواردز، Daniel Seibert لی، سیاه و رایدر camp pendleton patch) | ویرایش                  | برنده    |
| ۲۰۱۷ | Streamy جوایز | جهانی پرنیان | همهجانبه                | نامزدشده |
| ۲۰۱۸ | Streamy جوایز | نظریه بازی‌ها | موضوع: فرهنگ پاپ        | نامزدشده |
| ۲۰۱۸ | Streamy جوایز | نظریه بازی (لی، سیاه، رونی ادواردز، الکساندر Sedgewick, Daniel Seibert و توماس Torbergsen)                                      | ویرایش                  | نامزدشده |